# Музей Михайла Мармера
Музей Михайла Мармера — музей культури єврейського народу та історії Голокосту в місті Кривий Ріг, Дніпропетровська область, Україна.

## Історія
Заснований як центр юдейської культури та історії Шоа. Розташований у приміщенні синагоги Бейс Штерн Шульман, котру було відкрито 29 серпня 2010 року, за сприяння мецената Михайла Мармера. Підпорядкований ГО «КЕТЕР».

## Експозиція
Складається з 5 експозицій:
- Час народу
  - життя громади у XIX-XX ст.
- Душа народу
  - XV-XX ст, розповідає про релігійне життя громади
- Горе народу
  - розповідає про єврейські погроми
- Катастрофа
  - напередодні трагедії
  - фабрики смерті
  - гетто
  - голокост на Дніпропетровщині
  - єврейський рух супротиву
  - експозиція пам'яті
- Відродження
  - розвиток громади за часів незалежної України